# 조자지
조자지(趙自知, ? ~ ?)는 조선시대의 문인, 시인, 은일사이며, 청담파 문인이다. 세조 찬위 이후 타락한 사회에 염증을 느껴 관직에 나가지 않고, 시문으로 소일하였다.
성종 초부터 남효온, 홍유손 등과 만나 동지회를 조직하고, 동대문 근처 대밭 속에 자주 모여 죽림칠현(竹林七賢)을 자처하며 시문과 술과 가무로 소일했다. 벼슬과 명리를 멀리하였으므로, 청담파(淸談派)라 부른다. 1498년 무오사화(戊午史禍) 때 유자광(柳子光)의 상소로 체포 국문당했으나, 혐의가 없어 방면되었다.

## 생애
조선 전기의 시인, 문인의 한 사람으로, 부패한 사회에 염증을 느껴 관직에 출사하지 않고 평생을 은일사로 살았다. 1482년(성종 13) 무렵 남효온·홍유손·이정은·이총(李摠)·한경기(韓景琦) 등의 선비들과 동대문 밖 대밭 속 등에 자주 모이면서 중국 진나라의 죽림칠현(竹林七賢)을 본따 스스로 죽림칠현을 자처하였으며, 소요건(逍遙巾)을 쓰고 세속적인 영화에서 벗어나 시(詩)·주(酒)·가무로 소일하면서 노자(老子)·장자(莊子) 등의 고전과 고고한 학풍을 담론하며 벼슬과 영리를 멀리하였다. 세상에서는 그들을 청담파라 지칭하였다.
그러나 1498년(연산군 4) 유자광은 이들이 “남효온은 김종직의 당여로서, 홍유손 등과 결당하고 고담(高談)과 궤설(詭說)로 사습(士習)을 상훼(傷毁)하니 국문하소서.”라는 상계(上啓)에 따라 홍유손이 체포되자 그의 공초에 언급되었다는 이유로 의금부의 탄핵을 받고 그해 8월 투옥, 국문당하였는데, 별다른 혐의점이 없었다.
9월 왕이 석방하려 하였으나 이극균·신수근이 반대하였다. 그러나 같은해 홍유손만을 치죄하고, 나머지는 용서함에 따라 조자지 역시 방면되었다.

## 같이 보기
| - 김시습 - 생육신 - 원호 - 정보 - 이수형 - 이득성 - 성담수 - 성담년 - 송석충 - 홍유손 | - 죽림칠현 - 청담파 - 남효온 - 김종직 - 허균 - 심수경 |

## 참고 문헌
- 연산군일기, 대동야승, 연려실기술